# HC Oceláři Třinec v české hokejové extralize 2009/2010

## Základní část
| Kolo | Datum      | Domácí       | Výsledek | Hosté        | Třetiny               |
| ---- | ---------- | ------------ | -------- | ------------ | --------------------- |
| 1.   | 9.9.2009   | Slavia Praha | 4:5      | Třinec       | (1:2, 1:2, 2:1)       |
| 2.   | 11.9.2009  | Třinec       | 1:2 PP   | Budějovice   | (0:1, 0:0, 1:0 - 0:1) |
| 3.   | 13.9.2009  | Boleslav     | 3:1      | Třinec       | (2:1, 0:0, 1:0)       |
| 4.   | 15.9.2009  | Třinec       | 1:3      | Vítkovice    | (1:0, 0:1, 0:2)       |
| 5.   | 18.9.2009  | Brno         | 1:5      | Třinec       | (0:1, 0:3, 1:1)       |
| 6.   | 20.9.2009  | Třinec       | 4:2      | Zlín         | (2:2, 1:0, 1:0)       |
| 7.   | 22.9.2009  | Karlovy Vary | 3:1      | Třinec       | (1:0, 2:1, 0:0)       |
| 8.   | 25.9.2009  | Třinec       | 6:3      | Liberec      | (1:1, 3:1, 2:1)       |
| 9.   | 27.9.2009  | Sparta Praha | 2:5      | Třinec       | (2:3, 0:1, 0:1)       |
| 10.  | 29.9.2009  | Plzeň        | 3:4 SN   | Třinec       | (1:2, 0:1, 2:0 - 0:1) |
| 11.  | 2.10.2009  | Třinec       | 6:2      | Litvínov     | (3:0, 3:1, 0:1)       |
| 12.  | 4.10.2009  | Kladno       | 1:2      | Třinec       | (0:0, 1:2, 0:0)       |
| 13.  | 6.10.2009  | Třinec       | 1:5      | Pardubice    | (0:3, 0:1, 1:1)       |
| 14.  | 9.10.2009  | Třinec       | 3:1      | Slavia Praha | (1:0, 1:0, 1:1)       |
| 15.  | 11.10.2009 | Budějovice   | 4:2      | Třinec       | (2:1, 1:1, 1:0)       |
| 16.  | 16.10.2009 | Třinec       | 5:1      | Boleslav     | (2:0, 3:1, 0:0)       |
| 17.  | 18.10.2009 | Vítkovice    | 4:5 SN   | Třinec       | (0:2, 1:2, 3:0 - 0:0) |
| 18.  | 20.10.2009 | Třinec       | 4:3      | Brno         | (1:0, 1:3, 2:0)       |
| 19.  | 23.10.2009 | Zlín         | 4:6      | Třinec       | (1:0, 3:3, 0:3)       |
| 20.  | 25.10.2009 | Třinec       | 4:2      | Karlovy Vary | (2:1, 1:1, 1:0)       |
| 21.  | 30.10.2009 | Liberec      | 5:2      | Třinec       | (1:0, 2:2, 2:0)       |
| 22.  | 1.11.2009  | Třinec       | 3:6      | Sparta Praha | (1:1, 1:2, 1:3)       |
| 23.  | 13.11.2009 | Třinec       | 3:2 PP   | Plzeň        | (0:1, 1:0, 1:1 - 1:0) |
| 24.  | 15.11.2009 | Litvínov     | 3:2 SN   | Třinec       | (0:0, 1:2, 1:1 - 1:0) |
| 25.  | 20.11.2009 | Třinec       | 3:1      | Kladno       | (1:0, 0:1, 2:0)       |
| 26.  | 22.11.2009 | Třinec       | 0:6      | Pardubice    | (0:2, 0:1, 0:3)       |
| 27.  | 24.11.2009 | Slavia Praha | 2:3 PP   | Třinec       | (0:1, 1:0, 1:1 - 0:1) |
| 28.  | 27.11.2009 | Třinec       | 0:2      | Budějovice   | (0:0, 0:0, 0:2)       |
| 29.  | 29.11.2009 | Boleslav     | 4:3      | Třinec       | (3:1, 0:1, 1:1)       |
| 30.  | 4.12.2009  | Třinec       | 4:0      | Vítkovice    | (1:0, 2:0, 1:0)       |
| 31.  | 6.12.2009  | Brno         | 4:2      | Třinec       | (1:1, 1:0, 2:1)       |
| 32.  | 11.12.2009 | Třinec       | 2:3 SN   | Zlín         | (0:0, 1:1, 1:1 - 0:0) |
| 33.  | 13.12.2009 | Karlovy Vary | 2:4      | Třinec       | (1:0, 1:2, 0:2)       |
| 34.  | 22.12.2009 | Třinec       | 5:4      | Liberec      | (1:1, 4:1, 0:2)       |
| 35.  | 27.12.2009 | Třinec       | 1:2 SN   | Sparta Praha | (0:1, 0:0, 1:0 - 0:0) |
| 36.  | 29.12.2009 | Plzeň        | 3:1      | Třinec       | (1:1, 1:0, 1:0)       |
| 37.  | 3.1.2010   | Třinec       | 4:3 SN   | Litvínov     | (2:1, 1:1, 0:1 - 0:0) |
| 38.  | 8.1.2010   | Kladno       | 0:7      | Třinec       | (0:3, 0:3, 0:1)       |
| 39.  | 10.1.2010  | Pardubice    | 4:5      | Třinec       | (1:1, 2:2, 1:2)       |
| 40.  | 15.1.2010  | Třinec       | 3:2      | Slavia Praha | (2:1, 0:0, 1:1)       |
| 41.  | 17.1.2010  | Budějovice   | 5:3      | Třinec       | (1:0, 2:1, 2:2)       |
| 42.  | 19.1.2010  | Třinec       | 3:4 SN   | Boleslav     | (1:3, 0:0, 2:0 – 0:0) |
| 43.  | 22.1.2010  | Vítkovice    | 2:1 PP   | Třinec       | (0:0, 1:1, 0:0 - 1:0) |
| 44.  | 24.1.2010  | Třinec       | 3:2 SN   | Brno         | (0:1, 1:0, 1:1 - 0:0) |
| 45.  | 29.1.2010  | Zlín         | 3:2      | Třinec       | (0:0, 2:1, 1:1)       |
| 46.  | 31.1.2010  | Třinec       | 2:1 PP   | Karlovy Vary | (1:1, 0:0, 0:0, 1:0)  |
| 47.  | 2.2.2010   | Liberec      | 2:3      | Třinec       | (1:0, 0:1, 1:2)       |
| 48.  | 5.2.2010   | Sparta Praha | 2:1 SN   | Třinec       | (0:0, 0:1, 1:0 - 0:0) |
| 49.  | 7.2.2010   | Třinec       | 1:3      | Plzeň        | (0:1, 1:0, 0:2)       |
| 50.  | 9.2.2010   | Litvínov     | 5:2      | Třinec       | (3:0, 0:0, 2:2)       |
| 51.  | 3.3.2010   | Třinec       | 3:2 SN   | Kladno       | (2:1, 0:1, 0:0 - 0:0) |
| 52.  | 5.3.2010   | Pardubice    | 6:1      | Třinec       | (1:0, 2:0, 3:1)       |

## Play-off -Sezona 2009 / 2010
|  | Čtvrtfinále  | Čtvrtfinále  |           |   | Semifinále | Semifinále |  |  | Finále | Finále |
|  |              |              |           |   |            |            |  |  |        |        |
|  |              |              |           |   |            |            |  |  |        |        |
|  | Plzeň        | 2            |           |   |            |            |  |  |        |        |
|  | Plzeň        | 2            |           |   |            |            |  |  |        |        |
|  | Liberec      | 4            |           |   |            |            |  |  |        |        |
|  | Liberec      | 4            | Liberec   | 0 |            |            |  |  |        |        |
|  |              |              | Liberec   | 0 |            |            |  |  |        |        |
|  |              | Pardubice    | 4         |   |            |            |  |  |        |        |
|  | Pardubice    | Pardubice    | 4         | 4 |            |            |  |  |        |        |
|  | Pardubice    |              |           | 4 |            |            |  |  |        |        |
|  | Třinec       | 1            |           |   |            |            |  |  |        |        |
|  | Třinec       | 1            | Pardubice | 4 |            |            |  |  |        |        |
|  |              |              | Pardubice | 4 |            |            |  |  |        |        |
|  |              | Vítkovice    | 0         |   |            |            |  |  |        |        |
|  | Vítkovice    | Vítkovice    | 0         | 4 |            |            |  |  |        |        |
|  | Vítkovice    |              |           | 4 |            |            |  |  |        |        |
|  | Sparta Praha | 3            |           |   |            |            |  |  |        |        |
|  | Sparta Praha | 3            | Vítkovice | 4 |            |            |  |  |        |        |
|  |              |              | Vítkovice | 4 |            |            |  |  |        |        |
|  |              | Slavia Praha | 1         |   |            |            |  |  |        |        |
|  | Slavia Praha | Slavia Praha | 1         | 4 |            |            |  |  |        |        |
|  | Slavia Praha |              |           | 4 |            |            |  |  |        |        |
|  | Zlín         | 2            |           |   |            |            |  |  |        |        |
|  | Zlín         | 2            |           |   |            |            |  |  |        |        |

## Play off (čtvrtfinále)

### HC Oceláři Třinec-Pardubice1:4 na zápasy
1. utkání
| 16. března 2010 | HC Eaton Pardubice | 1 : 3           | HC Oceláři Třinec | ČEZ Arena |
|                 | HC Eaton Pardubice | (0:2, 1:1, 0:0) | HC Oceláři Třinec |           |

| Souhrn zápasu Report | Souhrn zápasu Report | Souhrn zápasu Report | Souhrn zápasu Report                                      | Souhrn zápasu Report                  |
| -------------------- | -------------------- | -------------------- | --------------------------------------------------------- | ------------------------------------- |
|                      | 37:04 Jan Starý      |                      | 19:06 Ladislav Kohn 19:56 Ladislav Kohn 25:31 Jozef Balej | Rozhodčí: Minář, Šír Gebauer, Lederer |

2. utkání
| 17. března 2010 | HC Eaton Pardubice | 5 : 3           | HC Oceláři Třinec | ČEZ Arena |
|                 | HC Eaton Pardubice | (2:2, 1:0, 2:1) | HC Oceláři Třinec |           |

| Souhrn zápasu Report | Souhrn zápasu Report                                                                      | Souhrn zápasu Report | Souhrn zápasu Report                                     | Souhrn zápasu Report                    |
| -------------------- | ----------------------------------------------------------------------------------------- | -------------------- | -------------------------------------------------------- | --------------------------------------- |
|                      | 10:37 Radovan Somík 11:07 Jan Starý 30:29 Jan Starý 45:27 Radovan Somík 49:35 Petr Sýkora |                      | 8:13 David Květoň 17:29 Jozef Balej 59:47 Martin Růžička | Rozhodčí: Jeřábek, Homola Bádal, Pouzar |

3. utkání
| 20. března 2010 | HC Oceláři Třinec | 4 : 5 PP              | HC Eaton Pardubice | Werk Arena |
|                 | HC Oceláři Třinec | (1:1, 2:2, 1:1 - 0:1) | HC Eaton Pardubice |            |

| Souhrn zápasu Report | Souhrn zápasu Report                                                    | Souhrn zápasu Report | Souhrn zápasu Report                                                                    | Souhrn zápasu Report                        |
| -------------------- | ----------------------------------------------------------------------- | -------------------- | --------------------------------------------------------------------------------------- | ------------------------------------------- |
|                      | 16:16 Ladislav Kohn 33:29 Jan Peterek 35:57 Radek Bonk 59:35 Radek Bonk |                      | 10:39 Petr Sýkora 20:40 David Havíř 27:44 Petr Sýkora 40:08 Jan Kolář 62:32 Petr Koukal | Rozhodčí: Hradil, Šindler Kalivoda, Charvát |

4. utkání
| 21. března 2010 | HC Oceláři Třinec | 0 : 5           | HC Eaton Pardubice | Werk Arena |
|                 | HC Oceláři Třinec | (0:3, 0:1, 0:1) | HC Eaton Pardubice |            |

| Souhrn zápasu Report | Souhrn zápasu Report | Souhrn zápasu Report | Souhrn zápasu Report                                                                         | Souhrn zápasu Report                 |
| -------------------- | -------------------- | -------------------- | -------------------------------------------------------------------------------------------- | ------------------------------------ |
|                      |                      |                      | 7:58 Tomáš Zohorna 8:39 Jan Kolář 8:54 Rastislav Špirko 28:58 Jiří Cetkovský 59:59 Aleš Píša | Rozhodčí: Minář, Šír Bryška, Hlavatý |

5. utkání
| 24. března 2010 | HC Eaton Pardubice | 3 : 2           | HC Oceláři Třinec | ČEZ Arena |
|                 | HC Eaton Pardubice | (0:1, 3:0, 0:1) | HC Oceláři Třinec |           |

| Souhrn zápasu Report | Souhrn zápasu Report                                      | Souhrn zápasu Report | Souhrn zápasu Report                   | Souhrn zápasu Report                   |
| -------------------- | --------------------------------------------------------- | -------------------- | -------------------------------------- | -------------------------------------- |
|                      | 20:42 Petr Sýkora 24:41 Radovan Somík 26:46 Radovan Somík |                      | 16:12 Martin Růžička 52:37 Tomáš Malec | Rozhodčí: Minář, Šír Kalivoda, Charvát |

Do semifinále postoupil tým HC Eaton Pardubice, když zvítězil 4 : 1 na zápasy

### Statistiky HC Oceláři Třinec
| Základní část | Základní část | Základní část | Základní část | Play off | Play off | Play off | Play off |
| Ročník        | Útočníci      | Obránci       | Brankáři      | Útočníci | Obránci  | Brankáři |          |
| ------------- | ------------- | ------------- | ------------- | -------- | -------- | -------- | -------- |
| 2009/2010     | Zde           | Zde           | Zde           | Zde      | Zde      | Zde      |          |

## Hráli za Třinec
- Brankáři Tomáš Duba (23 ZČ + 1 play off) • Peter Hamerlík (35 ZČ + 5 play off)
- Obránci Mario Cartelli • Tomáš Malec • Lukáš Zíb • Daniel Seman • Jan Výtisk • Josef Hrabal • Martin Lojek • Jānis Andersons • Jan Platil
- Útočníci Martin Růžička • Rostislav Martynek • Jan Peterek –  • David Květoň • Jiří Polanský • Vojtěch Polák • Jozef Balej • Ladislav Kohn • Radek Bonk • Roman Tomas • Petr Kanko • David Ostřížek • Lukáš Mičulka • Zbyněk Hampl • Tomáš Pospíšil
- Hlavní trenér Pavel Marek
- Hráli nepravidelně - Lubomír Vosátko, Jakub Kania, Rostislav Marosz, Jakub Orsava, Vladimír Kútny, Martin Podešva